# Route 715 (Nouveau-Brunswick)
Pour les articles homonymes, voir Route 715.
La route 715 est une route locale du Nouveau-Brunswick située dans le sud de la province, dans les environs de Cambridge-Narrows, une soixantaine de kilomètres à l'est de Fredericton. Elle traverse une région principalement aquatique, alors qu'elle suit des cours s'eau sur route sa longueur. De plus, elle mesure 51 kilomètres, et est pavée sur toute sa longueur.

## Tracé
La 715 débute à Jemseg, sur la route 695, tout près de la route 105 et de la route 2. Elle commence par se diriger vers le sud en suivant quelques lacs adjacents au fleuve Saint-Jean, tel que le lac Dykeman et Foshay. Elle traverse aussi Lower Jemseg et Lower Cambridge, où elle bifurque vers le nord-est pour suivre le lac Washademoak. Elle traverse ensuite Cambridge-Narrows. Elle continue de suivre le lac en se dirigeant vers l'est en traversant Lakeview et Washademoak. Elle se termine à la jonction des routes 10 et 112, près de Coles Island.

## Intersections principales
| route 715       |                   |    |                                                             |                           |
| Comté           | Location          | km | Intersection/Destinations                                   | Notes                     |
| Comté de Queens | Jemseg            | 0  | R-695, vers R-105 et R-105, Moncton, Fredericton, Sheffield | extrémité ouest de la 715 |
| Comté de Queens | Cambridge-Narrows | 29 | R-695, Jemseg, Springfield                                  |                           |
| Comté de Queens | Coles Island      | 51 | R-10, R-112 est, Salisbury, Sussex, Chipman                 | extrémité est de la 715   |